# Heliofón
El heliofón es un instrumento musical electrónico diseñado por Bruno Hellberger y desarrollado a partir del hellertion de la década de 1920. Como en este, el sonido se produce a través de tubos de vacío y está controlada por faders, en concreto, por una consola que cuenta con 58 faders.
La peculiaridad no sólo es el mayor número de faders, sino que, además, cada fader está dividido en tres zonas, lo que permite controlar simultáneamente los timbres. El volumen de la salida se controla por pedales y el vibrato a través de una palanca situada a la altura de la rodilla.
El heliofón fue un antecesor del sampler, pues era capaz de imitar de forma realista instrumentos musicales y sonidos vocales.
El primer prototipo de heliofón se concluyó en 1936 en Berlín, pero fue destruido durante la Segunda Guerra Mundial -después de la guerra, Hellberger construyó una segunda versión en 1947 en Viena y continuó con el desarrollo de éste hasta su muerte en 1951. Muerto Hellberger, el desarrollo del helliophon fue asumido por Wolfgang Wehrmann.
- Datos: Q5893834